# Giovanni Battista Casalini
Giovanni Battista Casalini (Rovigo, 20 settembre 1841 – Rovigo, 21 agosto 1923) è stato un politico italiano.

## Biografia
Fratello minore di Alessandro, era discendente di una delle più importanti famiglie polesane. Prese parte alla spedizione dei Mille e combatté nella battaglia del Volturno. Partecipò poi all'impresa garibaldina del 1867 e combatté a Mentana.
Tornato a Rovigo, si dedicò all'agricoltura e alla vita politica, diventando ben presto il più forte rappresentante degli interessi economici e sociali degli agrari, alla guida del partito liberale costituzionale.
Dal 1880 al 1883 fu presidente della Società Operaia di Mutuo Soccorso e Previdenza di Rovigo.
Dal 1883 al 1889 fu sindaco ed amministratore del comune di Rovigo, di nomina prefettizia.
Dal 1895 al 1902 fu presidente della Deputazione Provinciale, da cui combatté l'amministrazione municipale di Rovigo, guidata dal radicale Amos Bernini.
Nel 1890 fondò il Corriere del Polesine, organo degli agrari e poi della consorteria clerico-conservatrice.
Già presidente della Bonifica Polesana, nel 1901 fondò l'Associazione Provinciale fra i Proprietari e Fittavoli per contrastare l'attività delle leghe contadine organizzate da Nicola Badaloni e ne venne eletto presidente.
Alle elezioni del 1905 furono eletti gli uomini appartenenti al suo gruppo politico conservatore in luogo dei precedenti deputati radicali e socialisti.
Nel 1910 favorì il sorgere degli zuccherifici nel Polesine.
Durante la prima guerra mondiale contribuì alla mobilitazione civile e - finita la guerra - appoggiò l'impresa dannunziana di Fiume e diede sostegno al nascente squadrismo fascista.
Morì a Rovigo nel 1923.